# A Baiuca (Villamarín)
A Baiuca es un caserío actualmente despoblado, situado en la parroquia de El Río, del municipio español de Villamarín, en la provincia de Orense, Galicia.